# Реттль, Мартин
Мартин Реттль (нем. Martin Rettl; 25 ноября 1973, Инсбрук) — австрийский скелетонист, выступавший за сборную Австрии с 1989 года по 2006-й. Участвовал в двух зимних Олимпиадах, получив серебряную медаль в программе мужского скелетона Солт-Лейк-Сити.
Реттль, кроме того, обладатель золотой медали Чемпионата мира 2001 года в Калгари. Неоднократно занимал лидирующие позиции в Кубке мира.
Закончил карьеру после неудачного выступления на Олимпиаде в Турине, где занял лишь тринадцатое место. Прекратив спортивную деятельность, продолжил работать управляющим воздушным движением в Инсбруке.